# Ševingování
Ševingování je dokončovací operace při výrobě ozubených kol. Zlepšuje jakost ozubeného povrchu a odchylky geometrického tvaru zubů. Používá se u nekalených kol. Nástrojem je ševingovací kolo, které má tvar přesného ozubeného kola daného modulu. Zuby mají na bocích břity v podobě drážek pro odebírání a odvod třísky. Ševingovací kolo je v záběru s obráběným ozubeným kolem a zároveň jsou obě kola zatížena radiální silou i silou axiální. Tím dojde k velmi jemnému obrobení boků zubů. Přídavek pro obrábění je maximálně 0.15mm.
Do místa záběru ozubených kol je přiváděna řezná kapalina.